# 歸扣
歸扣是指當繼承人於被繼承人生前受有特種贈與，在計算應繼分數額時，應先將所得利益歸入遺產，再自應繼分中扣除之。

## 台灣
歸扣規定在民法第1173條。
繼承人中有在繼承開始前因結婚、分居或營業，已從被繼承人受有財產之贈與者，應將該贈與價額加入繼承開始前被繼承人所有之財產中，為應繼財產。但被繼承人於贈與時有反對之意思表示者，不在此限。
前項贈與價額，應於遺產分割時，由該繼承人之應繼分中扣除。
贈與價額依贈與時之價值計算。